# Monastero di San Matteo (Iraq)
Il monastero di San Matteo (in siriaco Dayro d-Mor Mattai, in arabo, دير مار متى) si trova in cima al monte Alfaf nel nord dell'Iraq e dista 20 chilometri da Mosul. È riconosciuto come uno dei più antichi monasteri cristiani esistenti ed è famoso per la sua biblioteca e la considerevole collezione di manoscritti cristiani siriaci. È anche la sede di un arcivescovado, con il vescovo Mor Timothius Mousa A. Shamani in servizio.

## Storia
Il monastero fu fondato nel 363 dal futuro san Matteo l'eremita (Mar Mattai) che era fuggito dalle persecuzioni ad Amida durante il regno dell'imperatore romano Giuliano l'Apostata. Secondo la tradizione siriaca, fu coinvolto nella guarigione della sorella di Mor Behnam e nella conversione del fratello e della sorella al cristianesimo. Il loro padre, il re Sinharib d'Assiria inizialmente uccise suo figlio e sua figlia, ma in seguito se ne pentì e assegnò a Mattai un posto in cima al Monte Alfaf per fondare il suo monastero. Mattai fu presto raggiunto da un piccolo gruppo di seguaci siriaci e sotto la sua guida quella comunità sviluppò un ethos monastico.
Nel XII secolo, dopo aver preso d'assalto un convento di suore a Khudida, i curdi attaccarono il monastero per quattro mesi con 1000 cavalieri e fanti. I monaci bruciarono le scale per impedire loro l'ingresso. Quindi, vennero fatti rotolare due grandi massi contro le pareti dall'alto, i quali generarono un buco da cui i curdi cercarono di entrare con la forza. I monaci reagirono con successo con pietre e dardi, dopodiché ripararono le mura. L'abate Abunser perse un occhio in questa battaglia. Alla fine, i curdi furono corrotti con l'oro e l'argento delle chiese e, temendo un attacco mongolo, si ritirarono.

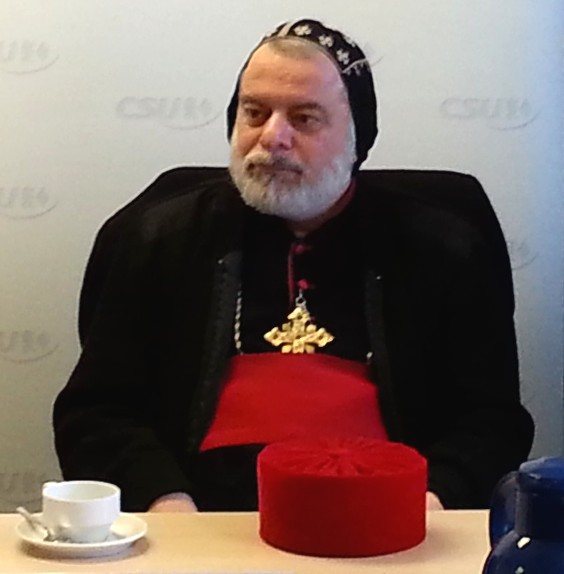
Mor Timothy Mosa Alshamany (2015), arcivescovo del monastero

Nel 1171, i curdi vicini guidarono diversi attacchi al monastero e furono respinti da una coalizione di monaci e cristiani locali. I curdi promisero ai monaci che avrebbero cessato i loro attacchi in cambio di 30 dinari d'oro; pagata la somma, i monaci rimandarono i cristiani locali ai loro villaggi nella convinzione che il monastero sarebbe stato al sicuro. Successivamente, una forza di 1500 curdi riuscì a saccheggiare il monastero e ad uccidere 15 monaci che non riuscirono a trovare rifugio nella cittadella superiore. I monaci sopravvissuti all'attacco abbandonarono il monastero e si trasferirono a Mosul. Dopo aver saputo dell'attacco, il governatore di Mosul attaccò i curdi, uccidendone molti; per rappresaglia i curdi distrussero nove villaggi assiri, uccidendo i loro abitanti e attaccarono il monastero di Mar Sergio.
Nel 1369, un altro attacco curdo al monastero danneggiò molti manoscritti. Durante il XIX secolo, i curdi saccheggiarono il monastero numerose volte.
Il monastero è attualmente mantenuto dalla Chiesa siro-ortodossa e serve il piccolo villaggio agricolo sottostante. Ogni anno, i cristiani di varie denominazioni ecclesiastiche si riuniscono nel monastero il 18 settembre per commemorare il giorno della morte di Mar Mattai.